# Xinès Yue
El yue és un conjunt de llengües sinítiques parlades al sud de la Xina, particularment en Liangguang (les províncies de Guangdong i Guangxi). Amb 80 milions de parlants, es tracta de la quarta llengua sinítica més parlada, i un dels set principals grups de dialectes.
Sovint s'utitlitza el terme Cantonés per a referir-se al conjunt, si bé els lingüistes prefereixen reservar la denominació per a la varietat parlada a l'àrea de Guangzhou, Wuzhou, Hong Kong i Macau, sent alhora el dialecte de prestigi, i la variant estandarditzada, així com la varietat de xinés més coneguda i identificable després del Mandarí.
Les variants del xinés yue són prou conservadores i retenen un bon nombre de les característiques del xinés antic. Es considera que el cantonés és més pròxim a formes antigues que la majoria de les altres variants, com ara el xinès mandarí estàndard. Alhora, les distintes varietats del Yue no són mútuament intel·ligibles amb altres varietats del xinès.

## Denominació
L'ús prototípic del nom Cantonés en anglés és per a la varietat de Guangzhou, però també s'utilitza per a la llengua Yue en el seu conjunt. Per tal d'evitar confusions, els textos acadèmics poden anomenar la branca principal Yue, seguint l'ortografia pinyin mandarí, i restringir el terme cantonés al seu ús comú per a la varietat parlada en Guangzhou, o evitar el terme per complet i distingir el Yue del dialecte de Guangzhou.
En xinés, els habitants de Hong Kong i Macau, així com els immigrants cantonesos a l'estranger, solen anomenar la llengua Gwóngdūng wá (廣東話) «parla de Guangdong». La gent de Guangdong i Guangxi també utilitzen el terme Yuht Yúh (粵語) «llengua Yue» i el terme baahk wá (白話), llengua vernacla.

## Història
L'àrea de la Xina al sud de les muntanyes Nanling, coneguda com Lingnan, àrea que comprén aproximadament les actuals Guangxi i Guangdong, era originàriament la llar de pobles coneguts pels xinesos com els Cent Yue (Baiyue). La migració xinesa han a gran escala a la zona va començar després de la conquesta Qin de la regió l'any 214 aC. Les successives onades migratòries van seguir en moments de convulsions al nord i al centre de la Xina, com el col·lapse de les dinasties Han, Tang i Song. La ruta més popular era pel riu Xiang, que els Qin havien connectat amb el riu Li pel canal Lingqu, i després cap a la vall del Xi Jiang (riu Oest). Una ruta secundària seguia el riu Gan i després el Bei Jiang (riu nord) fins a l'est de Guangdong. Els parlants de Yue van unir-se més tard amb parlants Hakka seguint la ruta del riu Nord, i els parlants min arribats per mar.
Després de la caiguda de l'estat de Qin, l'àrea de Lingnan va formar part de l'estat independent de Nanyue durant aproximadament un segle, abans de ser incorporada a l'imperi Han l'any 111 aC. Després de l'enfonsament de la dinastia Tang, gran part de l'àrea va passar a formar part de l'estat de Han del Sud, un dels estats més longeus de les Cinc Dinasties i Deu Regnes, entre el 917 i el 971.
Les grans onades de migració xinesa al llarg de les dinasties xineses successives van assimilar un gran nombre d'aborígens Yue, amb el resultat que la població actual que parla l'idioma descendeix d'ambdós grups. Les capes col·loquials de les varietats Yue contenen elements influenciats per les llengües tai antigament parlades àmpliament a la zona i encara parlades per pobles com el Zhuang o el Dong.

### L'auge del cantonés
La ciutat portuària de Guangzhou es troba al bell mig del delta del riu Perla, amb accés a l'interior a través del riu Oest, Nord i Est, que conflueixen al delta. Ha estat el centre econòmic de la regió de Lingnan des dels temps de Qin, quan era un important centre de construcció naval. Cap al 660, era el port més gran de la Xina, part d'una xarxa comercial que s'estenia fins a Aràbia. Durant la dinastia Song del Sud, també es va convertir en el centre cultural de la regió. Com moltes altres varietats xineses, va desenvolupar una capa literària diferent associada amb la tradició local de llegir els clàssics. El dialecte de Guangzhou (cantonés) es va utilitzar en gèneres de cançons populars com el Yuèōu, Mùyú i Nányīn, així com l'Òpera cantonesa. També hi havia una reduïda quantitat de literatura vernacular, escrita amb caràcters xinesos ampliats amb una sèrie de caràcters no tradicionals per a paraules cantoneses.
Guangzhou es va convertir en el centre del comerç exterior en ràpida expansió després de l'aixecament de la prohibició marítima, amb la Companyia Britànica de les Índies Orientals establint una cambra de comerç a la ciutat el 1715. Els avantpassats de la majoria de la població Han de Hong Kong provenien de Guangzhou després que el territori se cedira a Gran Bretanya, mitjançant un tractat desigual, el 1842. Com a resultat, el cantonés de Hong Kong, la llengua més parlada a Hong Kong i Macau, és una branca del dialecte de Guangzhou. La popularitat dels mitjans de comunicació en cantonés, la música Cantopop i el Cinema de Hong Kong, especialment i a partir dels anys 1970, el d'acció, ha provocat que des d'aleshores hi haguera una exposició substancial del cantonés a la Xina, i posteriorment, a la resta d'Àsia. Al continent, la política nacional és promoure el xinés estàndard, que també és el mitjà d'ensenyament a les escoles. El lloc de la llengua i la cultura cantoneses locals segueix sent controvertit. L'any 2010, es va abandonar una controvertida proposta de canviar alguns programes de la televisió local de Guangzhou del cantonés al mandarí després d'una reacció generalitzada acompanyada de protestes públiques.

## Llengües i dialectes
Les llengües yue es parlen a les províncies del sud de Guangdong i Guangxi, una zona dominada durant molt de temps culturalment i econòmicament per la ciutat de Guangzhou al delta del riu Perla. La varietat cantonesa, també parlada a Hong Kong i Macau, és la varietat de prestigi de Yue.
La influència de Guangzhou s'ha estés cap a l'oest al llarg del sistema del riu de la Perla, de manera que, per exemple, la parla de la ciutat de Wuzhou, situada uns 190 km aigües amunt a Guangxi, és molt més semblant a la de Guangzhou que els dialectes dels districtes costaners més propers però separats de la ciutat per un terreny muntanyós. Una de les llengües costaneres, el taishanés, és la varietat Yue més comuna entre les comunitats d'ultramar. Les distintes varietats Yue no són totalment intel·ligibles entre si.

### Classificació

Grups de dialectes Pinghua i Yue a Guangxi i Guangdong identificats a lAtles lingüístic de la Xina.

Al manual de dialectes de Yuan Jiahua (1962), els dialectes Yue es van dividir en cinc grups:
- Yuehai, que cobreix el delta del riu de la Perla i la vall del riu Xi.
- Siyi, a la prefectura costanera de Jiangmen al sud-oest de Guangzhou.
- Gao–Lei, al sud-oest de Guangdong.
- Qin–Lian al sud de Guangxi.
- Guinan, al sud-oest de Guangxi.

A l'Atles lingüístic de la Xina, algunes varietats parlades a l'oest de Guangxi abans classificades com a Yue es col·loquen en un grup separat, el Pinghua. La resta de dialectes Yue es divideixen en set grups. Es troben tres grups a la conca hidrogràfica del riu Perla:
- Guangfu, inclou el cantonés pròpiament dit, parlat a Guangzhou, Hong Kong i Macau, així com els dialectes de les zones circumdants del delta del riu com Zhongshan, Foshan, Dongguan, Zhuhai i Shenzhen, i a les parts del sud de les prefectures de l'interior de Zhaoqing i Qingyuan i en parts de Guangxi com la ciutat de Wuzhou.
- Els dialectes Gou–Lou es parlen a les zones interiors de l'oest de Guangdong i l'est de Guangxi, i inclouen el dialecte de Yulin (Bobai).
- Yong-Xun es parla principalment a la vall Yong-Yu-Xun de Guangxi, inclosa la capital provincial Nanning.

Els quatre grups restants es troben a les zones costaneres:
- Els dialectes Siyi es parlen a la prefectura costanera de Jiangmen, al sud-oest de Guangzhou. Inclouen la varietat Taishan, també coneguda com a Taishanés, que era omnipresent als barris xinesos americans abans de la dècada de 1970.
- Els dialectes Gao-Yang es parlen a zones del sud-oest de Guangdong com Yangjiang i Lianjiang.
- Wu-Hua es parla principalment a l'oest de Guangdong al voltant de Wuchuan i Huazhou.
- Els dialectes Qin-Lian es parlen a les zones del sud de Guangxi de Beihai, Qinzhou i Fangcheng.

Anne Yue-Hashimoto ha proposat una classificació alternativa basada en un mostreig més ampli de característiques:
- Delta del riu Perla
  - Nord
    - Sanyi–Zhaoqing: dialectes de Foshan i del sud-est de Zhaoqing
    - Interior: part occidental de la conca del riu de la Perla, incloent el Gou-Lou de l' Atles i els dialectes Pinghua del sud.

  - Guangfu
    - Nucli: cantonés pròpiament dit (Cantonés de Guangzhou, Hong Kong)
    - Interior: dialectes Gao-Yang de Maoming i els dialectes Yong-Xun de Nanning i Guiping.

  - Sud
    - Zhongshan, inclòs el dialecte Shiqi.
    - Guan–Lian: dialectes de la regió del delta oriental (Dongguan i els Nous Territoris), així com els dialectes costaners de Guangxi classificats com a Qin–Lian a l'Atles .
    - Interior: Huazhou, Wuchuan, Yulin
- Wuyi-Liangyang
  - Wuyi
    - Xin–En: Xinhui, Taishan, Enping i el districte veí de Doumen.
    - Kai-He: Kaiping i Heshan.

  - Liangyang: Yangjiang i Yangchun (la part oriental de la zona de Gao-Yang de l'Atles).

El dialecte de Dapeng és una llengua mixta cantonés-hakka parlada per entre 3.000 i 5.500 persones a Dapeng, Shenzhen.

### Cantonés
El dialecte del Yuehai a Guangzhou, comunament anomenat cantonés, és el dialecte de prestigi de la província de Guangdong i l'estàndard social de l'idioma Yue. És el dialecte més parlat i és una llengua oficial de Hong Kong i de Macau, juntament amb l'anglés i el portugués respectivament. És la llengua franca no només de la província de Guangdong, sinó també dels emigrants cantonesos d'ultramar, encara que en moltes zones de l'estranger és numèricament el segon dialecte Yue, per darrere del taishanés.
Per llei, el mandarí (Putonghua o guoyu) és la llengua estàndard de la Xina continental i Taiwan i s'ensenya pràcticament universalment com a complement de les llengües locals com el cantonés a Guangdong i Guangxi. A Guangzhou, molts elements de vocabulari característics del Yue s'han substituït per pronunciacions cantoneses dels termes corresponents de Putonghua.
El cantonés és l'idioma oficial de facto de Hong Kong (juntament amb l'anglés) i Macau (juntament amb el portugués), encara que legalment l'idioma oficial és només el xinés. És la llengua oral d'instrucció a les escoles xineses de Hong Kong i Macau, i s'utilitza àmpliament a les llars de parla cantonesa. Els mitjans de comunicació en llengua cantonesa (cinema de Hong Kong, sèries de televisió i Cantopop), que existeixen aïllats de les altres regions de la Xina, la identitat local i la diàspora cantonesa que no parla mandarí, a Hong Kong i a l'estranger, donen a la llengua una identitat única. El cantonés col·loquial de Hong Kong sovint incorpora paraules angleses a causa de les influències històriques britàniques.
La majoria de les pel·lícules wuxia de Guangdong es filmen originalment en cantonés i després es doblen o subtitulen en mandarí, anglés o tots dos.

### Taishanés
Quan el govern xinés va eliminar la prohibició d'emigrar a mitjans del segle xix, moltes persones de les zones rurals de les regions costaneres de Fujian i Guangdong van emigrar al sud-est asiàtic i a Amèrica del Nord. Fins a finals del segle xx, la gran majoria dels immigrants xinesos a Amèrica del Nord provenien de Siyi al sud-oest de Guangzhou. La parla d'esta regió, particularment el dialecte taishanés, és la varietat Yue més comuna d'estes àrees. Els parlants de cantonés l'entenen parcialment.

## Fonologia
Les varietats Yue es troben entre les varietats xineses més conservadores pel que fa a les consonants finals i les categories tonals del xinés mitjà, de manera que les rimes de la poesia Tang són més clares en els dialectes Yue que en altres llocs. No obstant això, han perdut diverses distincions en les consonants inicials i vocals medials que altres varietats xineses han conservat.

### Inicials i medials

Distribució del Yue i els altres subgrups del xinés a l'Àsia oriental.

A més de les inicials sordes aspirades i no aspirades, el xinés medieval tenia una sèrie d'inicials sonores, però la veu s'ha perdut en Yue i la majoria d'altres varietats xineses modernes, a part de Wu i Lou-Shao. En els subgrups Guangfu, Siyi i Gao-Yang, estes inicials han donat consonants aspirades en els tons de nivell i ascendent, i consonants no aspirades en els tons de sortida i d'entrada. Aquestes inicials són uniformement no aspirades a les varietats Gou–Lou i uniformement aspirades a Wu–Hua.
En moltes varietats Yue, incloent-hi el cantonés, el xinés medieval /kʰ/ s'ha convertit en [h] o [f] en la majoria de paraules; en taishanés, /tʰ/ també ha canviat a [h], [41] per exemple, en el nom natiu del dialecte, «Hoisan». A Siyi i al Gao-Yang oriental, el so /s/ del xinés medieval s'ha convertit en una fricativa lateral sorda [ɬ].
La majoria de varietats Yue han fusionat les sibilants retroflexes del xinés medieval amb les sibilants alveolars, en contrast amb els dialectes mandarins, que generalment han mantingut la distinció. Per exemple, les paraules 將 jiāng i張 zhāng es distingeixen en mandarí, però en cantonés modern tenen el mateix so, jeung1 .
Moltes varietats mandarines, incloent-hi el dialecte de Pequín, tenen una tercera sèrie de sibilants, formada a través d'una fusió de sibilants alveolars palatalitzats i velars, però esta és una innovació recent, que no ha afectat al Yue, així com altres varietats xineses. Per exemple, 晶, 精, 經 i 京 es pronuncien com a jīng en mandarí, però en cantonés el primer parell es pronuncia jīng, i el segon parell gīng. La pronunciació anterior es reflecteix en les romanitzacions històriques del mandarí, com ara «Pekin» (Pequín), «Kiangsi» (Jiangxi) i «Tientsin» (Tianjin).
Alguns parlants de Yue, com molts parlants de Hong Kong nascuts després de la Segona Guerra Mundial, fusionen /n/ amb /l/, però el taishanés i la majoria de les altres varietats de Yue conserven la distinció. Els parlants cantonés més joves també tendeixen a no distingir entre /ŋ/ i la inicial zero, encara que aquesta distinció es manté en la majoria dels dialectes Yue. Les varietats Yue conserven la /m/ inicial en paraules on el xinés medieval tardà mostra un canvi a una consonant labiodental, realitzat a la majoria de varietats del nord del xinès com [w]. Les nasals poden ser síl·labes independents en paraules Yue, p. ex. El cantonés ńgh (五) «cinc» i m̀h (唔) «no», encara que el xinès medieval no tenia síl·labes d'aquest tipus.
En la majoria de varietats Yue (excepte per a Tengxian), la /w/ medial arrodonida s'ha fusionat amb la vocal següent per formar un monoftong, excepte després de les inicials velars. En la majoria d'anàlisis, les velars seguides de /w/ es tracten com a labio-velars.
La majoria de les varietats Yue han conservat el palatal medial xinés medieval, però en cantonés també s'ha perdut a causa de la monoftongització, produint una varietat de vocals.

### Consonants i tons finals
Les síl·labes xineses mitjanes podrien acabar amb lliscaments /j/ o /w/, nasals /m/, /n/ o /ŋ/, o aturades /p/, /t/ o /k/. Les síl·labes amb terminacions vocàliques o nasals podrien ocórrer amb un dels tres contorns tonals, anomenats nivell (píng), ascendent (shàng 上) o sortint (qù 去). Les síl·labes amb parades finals eren tractades tradicionalment com una quarta categoria de to, el to d'entrada (rù 入), perquè les parades estaven distribuïdes de la mateixa manera que les nasals finals corresponents.
Tot i que les varietats del nord i del centre han perdut algunes de les consonants finals del xinés medieval, la majoria de les varietats del sud de la Xina les conserven, encara que de vegades es veuen afectades pels canvis sonors, i es conserven més fidelment en els dialectes del Yue. Les parades finals han desaparegut completament en la majoria dels dialectes mandarís, inclòs l'estàndard basat en Pequín, amb les síl·labes distribuïdes entre els altres tons. Per exemple, els caràcters裔,屹,藝,憶,譯,懿,肄,翳,邑i佚 es pronuncien yì en mandarí, però tots són diferents en Yue (cantonès jeoi6, ngat6, ngai6, jik1, jik6, ji3, ji6, ai3, jap1 i jat6, respectivament).
De la mateixa manera, en els dialectes mandarins, la /m/ final medieval s'ha fusionat amb /n/, però la distinció es manté en les varietats del xinés del sud com ara Hakka, Min i Yue.
El xinés medieval es descriu als diccionaris contemporanis amb quatre tons, on la quarta categoria, el to d'entrada, consisteix en síl·labes amb parades finals. Moltes varietats xineses modernes contenen traces d'una divisió de cadascun d'aquests quatre tons en dos registres, un registre superior o yīn d'inicials sordes i un registre inferior o yáng d'inicials sonores. Els dialectes mandarins conserven la distinció de registre només en el to de nivell, donant el primer i el segon to de la llengua estàndard (corresponent al primer i quart to en cantonés), però han fusionat diverses de les altres categories. La majoria dels dialectes del Yue han conservat les huit categories, amb una nova divisió del to d'entrada superior condicionada per la longitud de la vocal, com també es troba en els dialectes Tai veïns. Alguns dialectes parlats a Guangxi, com el dialecte Bobai, també han dividit el to d'entrada més baix.

## Vocabulari
Mentre que la majoria de varietats xineses formen compostos que consisteixen en un qualificador seguit d'un element qualificat, al Yue s'utilitza l'ordre invers. Per exemple, la paraula xinesa estàndard per a «convidat» és 客人 kèrén «convidat-persona», però els mateixos morfemes s'intercanvien en cantonés jɐn ha:k, taishanés ŋin hak i tengxian jən hɪk. Això s'atribueix generalment a la influència de les llengües tai, en les quals els modificadors normalment segueixen els substantius. Els marcadors de gènere per als substantius també tenen sufixos, com en altres varietats del sud.
Algunes de les variants del Yue, incloent-hi el cantonés, poden utilitzar la mateixa paraula bīn-go (邊個), que significa «quina», tant per a «quin» com per a «qui». Altres dialectes, incloent-hi el taishanés, utilitzen sŭe (誰, associada amb la paraula utilitzada en mandarí) per a «qui», i paraules que signifiquen «quina» per a «qui».